# Wohn- und Geschäftshaus Nordersteinstraße 24
Das Wohn- und Geschäftshaus Nordersteinstraße 24 in der niedersächsischen Kreisstadt Cuxhaven im Landkreis Cuxhaven stammt vom Anfang des 20. Jahrhunderts.
Aktuell (2024) wird es durch Wohnungen, Praxen, Läden und ein Café genutzt.
Das Gebäude steht unter Denkmalschutz (siehe auch Liste der Baudenkmale in Cuxhaven).

## Geschichte und Beschreibung
Die Nordersteinstraße ist eine Geschäftsstraße in Süd-Nord-Richtung von der Südersteinstraße bis zum Kämmererplatz sowie zur Rohdestraße, Deichstraße und Poststraße. Sie wurde benannt nach der Lage nördlich von der „Steinburg“ (Schloss Ritzebüttel).
Das viergeschossige giebelständige historisierende Eckgebäude mit differenziertem ziegelgedecktem Sattel- und Mansarddach wurde 1908 nach Plänen von Achmet Steinmetz gebaut. Die lebhaft gestaltete verputzte Fassade mit einem traufseitigen und einem markanten Eckerker sowie sonst sparsamen Putzdekor hat einige figürliche Reliefs an den Erkern, wenige geometrisierende Schmuckelemente und einen Balkon als Loggia.
Das Landesdenkmalamt befand u. a.: „… Der Aufschwung Cuxhavens als Marine- und Seebadstandort um 1900 schlug sich auch in mehreren Stadterweiterungen mit vermehrter Bebauung nieder, die in der Nordersteinstraße und umliegend vor allem Wohn- und Geschäftshäuser des Historismus hervorbrachte.“
Der Architekt Steinmetz (1878–1947) plante u. a. in Cuxhaven auch: Villa Gehben in Altenbruch, Schule Groden, Nicolaiheim, Wohnhäuser Papenstraße 145 und Wißmannstraße 8 sowie mehrere Fischhallen am Hafen.